# The Ultimate Bee Gees
The Ultimate Bee Gees è un album di raccolta del gruppo musicale Bee Gees, pubblicato nel 2009.

## Tracce
Tutte le tracce sono state scritte da Barry Gibb, Robin Gibb e Maurice Gibb, eccetto dove indicato.

### Disco 1
1. You Should Be Dancing – 4:16
2. Stayin' Alive – 4:43
3. Jive Talkin' – 3:44
4. Nights on Broadway – 4:33
5. Tragedy – 5:02
6. Night Fever – 3:32
7. More Than a Woman – 3:17
8. Fanny (Be Tender with My Love) – 4:04
9. Spirits (Having Flown) – 5:11
10. If I Can't Have You – 3:19
11. Boogie Child – 4:11
12. Love You Inside Out – 4:10
13. You Win Again – 4:00
14. One – 4:52
15. Secret Love – 3:32
16. Alone – 4:49
17. Still Waters (Run Deep) – 4:08
18. This Is Where I Came In – 4:52
19. Spicks and Specks (Live) (B. Gibb) – 2:25

### Disco 2
1. How Deep Is Your Love – 4:02
2. To Love Somebody (B. Gibb, R. Gibb) – 3:00
3. Words (Mono mix) – 3:17
4. How Can You Mend a Broken Heart – 3:58
5. Too Much Heaven – 4:55
6. Emotion (B. Gibb, R. Gibb) – 3:39
7. Lonely Days – 3:47
8. Run to Me – 3:12
9. Love So Right – 3:37
10. For Whom the Bell Tolls (Single edit) – 3:58
11. I've Gotta Get a Message to You (Mono single mix) – 3:03
12. New York Mining Disaster 1941 (Mono mix) (B. Gibb, R. Gibb) – 2:10
13. Massachusetts (Mono mix) – 2:21
14. I Started a Joke – 3:08
15. World (Mono mix) – 3:17
16. First of May (Mono mix) – 2:50
17. Holiday (B. Gibb, R. Gibb) – 2:55
18. Don't Forget to Remember (B. Gibb, M. Gibb) – 3:31
19. Islands in the Stream (Live) – 3:46
20. Heartbreaker (Live) – 1:05
21. Guilty (Live) – 2:23 – One Night Only